# Shappi Khorsandi
Shaparak Khorsandi (Teherán, 8 de junio de 1973). en persa: شاپرک خرسندی‎, que actuó anteriormente bajo el nombre de Shappi Khorsandi, es una comediante y autora británica. En sus actuaciones de comedia se hace referencia con frecuencia a su herencia iraní y a sus reacciones. Khorsandi saltó a la fama nacional después de su espectáculo Asylum Speaker en el Festival Fringe de Edimburgo de 2006 y su aparición en el Secret Policeman's Ball dos años después. Ha aparecido en numerosos programas de radio y televisión británicos, incluido el programa Shappi Talk de BBC Radio 4 (2009 y 2010), y I'm a Celebrity... ¡Sácame de aquí! en 2017.

## Biografía
Shaparak Khorsandi nació el 8 de junio de 1973 en Teherán. Sus padres fueron Fatemah y el satírico y poeta Hadi Khorsandi. La familia huyó de Irán a Londres después de la Revolución Islámica tras un chiste que compuso su padre y que fue considerado crítico con el régimen revolucionario. Khorsandi fue criada sin ninguna religión, y se identifica como atea.
En 1995, se graduó en King Alfred's College, conocida después como Universidad de Winchester, con una licenciatura en Drama, Teatro y Televisión. Tras graduarse, desempeñó varios trabajos, incluso en un teatro comunitario, en una tienda de sándwiches, recaudando fondos por teléfono y como modelo desnuda, mientras comenzaba su carrera como comediante. En 2010, la universidad le otorgó un doctorado honoris causa.
Originalmente actuó profesionalmente como Shappi Khorsandi. Khorsandi explicó en The Independent su decisión de volver a utilizar su nombre completo, Shaparak, profesionalmente. Después de que se burlaran de su nombre completo y lo pronunciaran mal cuando era niña, decidió ser conocida como "Shappi" desde los 16 años, pero finalmente decidió volver a utilizar su nombre original.
Más tarde se convirtió en patrocinadora de Humanists UK, que la nombró presidenta por un período de tres años a partir de enero de 2016, sucediendo a Jim Al-Khalili. Se convirtió en vicepresidenta del grupo en 2019, cargo que mantuvo a 2023. En 2017, se declaró bisexual. A Khorsandi le diagnosticaron trastorno por déficit de atención con hiperactividad a los 47 años y habló de esto en una autobiografía de 2023.

## Trayectoria
Khorsandi realiza monólogos y apareció en Comedy Madhouse de Joe Wilson en 1997. En sus actuaciones de comedia se hace referencia con frecuencia a su herencia iraní y a sus reacciones. En 2000, quedó en segundo lugar en el Nuevo Acto del Año de Hackney Empire. Ese verano, hizo su debut en el Festival Fringe de Edimburgo en el espectáculo de tres personas Pablo Diablo's Cryptic Triptych, actuando entre el ventrílocuo Mark Felgate y Russell Brand. El mismo año, fue nominada al premio BBC New Comedy en 2000.
Su espectáculo de 2006 en el Festival Fringe de Edimburgo, Asylum Speaker, se basó en su experiencia al abandonar Irán y su miedo al enterarse de las amenazas de muerte a su padre. : 167 

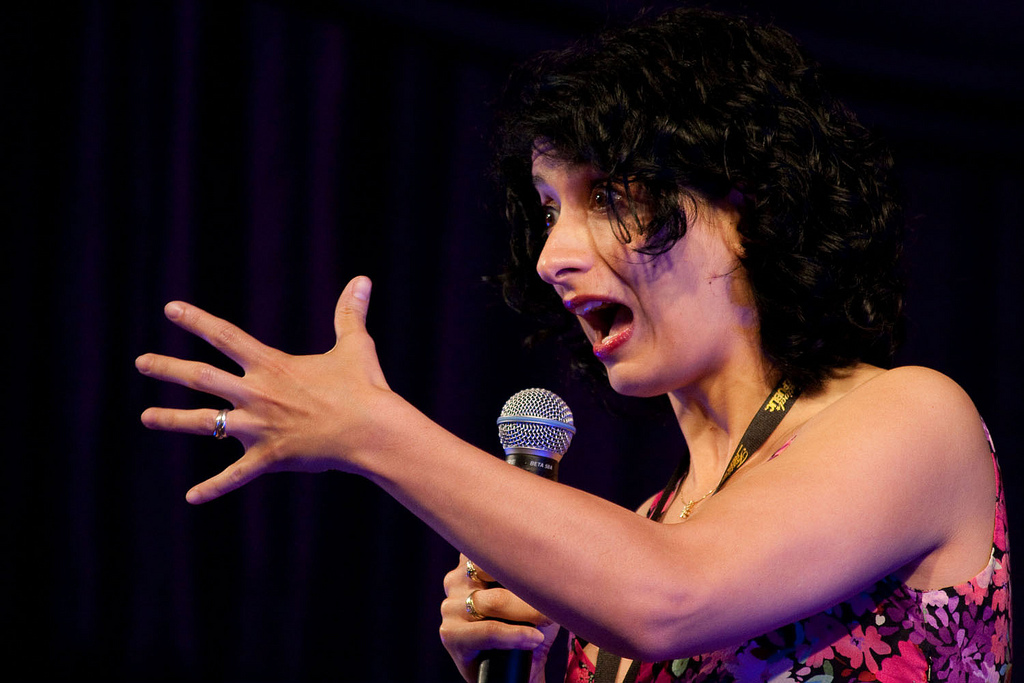
Khorsandi performing at Latitude in 2009

En 2007, Khorsandi viajó a Australia y actuó en el Festival de Comedia de Melbourne. Ese mismo año, fue nominada al mejor acto revelación en los premios Chortle. Khorsandi actuó en el espectáculo The Secret Policeman's Ball 2008 para Amnistía Internacional. En diciembre de 2008, apareció en el programa de televisión de la BBC Live at the Apollo junto a Russell Kane y Al Murray. Presentó su espectáculo, The Distracted Activist, en el Festival Fringe de Edimburgo del 6 al 31 de agosto de 2009.
Khorsandi fue panelista en el turno de preguntas en 2006 y regresó en 2010, 2015 y 2018. En una columna para The Independent en 2019, contó que Boris Johnson la tocó de manera inapropiada durante uno de los espectáculos y que había incluido referencias a esto en algunas de sus rutinas de stand-up.
Su programa Shappi Talk (2009) de BBC Radio 4 tuvo cuatro episodios temáticos, cada uno con rutinas de comedia relacionadas con sus primeros años de vida en el Reino Unido; los temas fueron el racismo, los padres no convencionales, la religión y el crecimiento. Los invitados al programa incluyeron a Meera Syal. Una segunda serie, con temas de divorcio, adicción, historia y política, se emitió en 2010. Interpretó " Mickey " en el segundo episodio de Let's Dance for Sport Relief 2010, y más tarde fue invitada junto a Noddy Holder en Genius, presentado por Dave Gorman. Khorsandi y Holder evaluaron conceptos sugeridos por la audiencia, como tablas de memoria en escaleras mecánicas para limarse las uñas mientras se mueve entre pisos.
Khorsandi escribió un episodio de 2011 de Little Crackers, una serie de programas autobiográficos cortos mostrados en Sky1, sobre su encuentro con Todd Carty de Grange Hill.

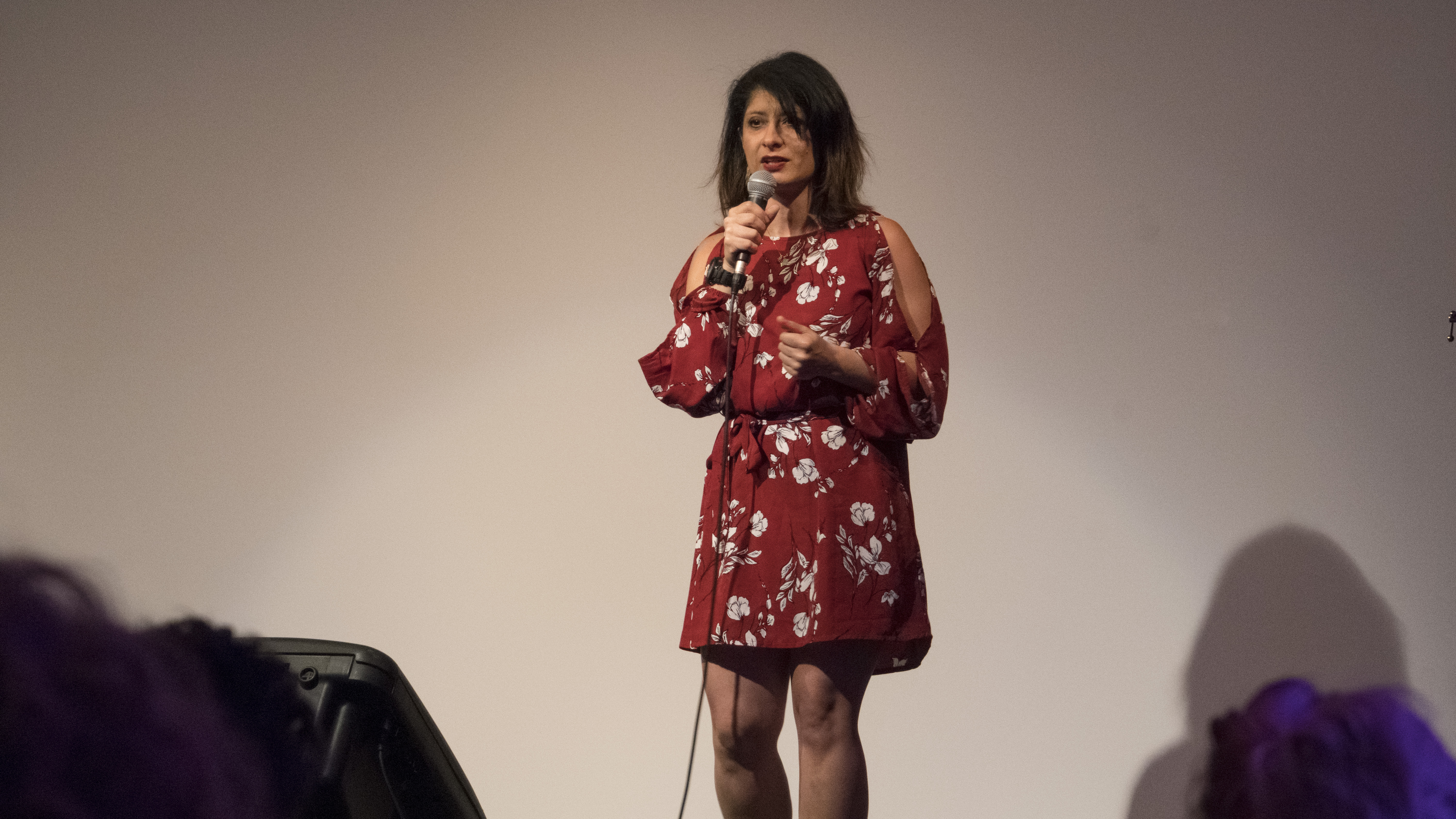
Khorsandi en el maratón de edición Brave Edit Wikimedia UK de Amnistía Internacional en 2018

En 2016, Khorsandi apareció con su hijo en Little Star de Big Star. También ese año, junto con otras celebridades, realizó una gira por el Reino Unido para apoyar la candidatura de Jeremy Corbyn a convertirse en Primer Ministro.
Khorsandi participó en la decimoséptima temporada de Soy una celebridad... ¡Sácame de aquí! en noviembre de 2017 y, tras una votación pública, fue la primera concursante en ser eliminada.
Su programa Mistress and Misfit combinó material sobre la vida de Khorsandi con detalles biográficos sobre Emma Hamilton.
¡Eran los años 90! (2021-2022) examinaron los cambios en las actitudes desde la década de 1990 y la propia experiencia de Khorsandi como ladette.
Sus otras apariciones en televisión han incluido Have I Got News for You, Friday Night with Jonathan Ross. : 166 Burlarse de la semana, 8 de cada 10 gatos, Viaje por carretera de antigüedades de celebridades, y Blankety Blank.

## Obra
En 2009 se publicaron sus memorias, Una guía para principiantes sobre la actuación en inglés, por Ebury Press.
Su segundo libro y su primera novela, Nina is Not OK, se publicó en 2016. El personaje principal es un adolescente que vive con abuso de alcohol. Fue nominado al Premio Jhalak, un premio literario para escritores negros, asiáticos y de minorías étnicas. Sin embargo, Khorsandi pidió que se retirara de la consideración y le dijo a un entrevistador: "Por primera vez en mi carrera hice algo que no tenía que ver con la identidad... y recibo una etiqueta por ser morena". Su novela de 2021 de ficción para adultos jóvenes, Kissing Emma, se inspiró en la vida de Emma Hamilton. Su autobiográfico Scatter Brain (2023) está subtitulado Cómo finalmente salí de la montaña rusa del TDAH y me convertí en dueña de un cajón de calcetines muy ordenado.

## Reconocimientos
| Año  | Otorgar                                                    | Resultado   | Ref.   |
| ---- | ---------------------------------------------------------- | ----------- | ------ |
| 2000 | Premio a la nueva comedia de la BBC                        | Nominada    | [ 22 ] |
| 2010 | British Comedy Awards, Mejor cómica femenina de televisión | Nominada    | [ 59 ] |
| 2010 | Doctorado honoris causa, Universidad de Winchester         | Galardonada | [ 60 ] |
| 2013 | Premio James Joyce                                         | Galardonada | [ 61 ] |
| 2014 | Las 100 mujeres de la BBC                                  |             | [ 62 ] |